# Rappresentazione dei colori

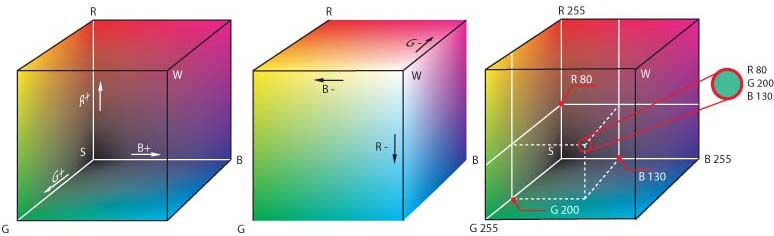
Cubo RGB

Per rappresentazione dei colori si intende un metodo per identificare nella maniera più precisa possibile un colore, a partire da un codice definito da tavole di associazione standard, oppure da un numero o una serie di numeri associati direttamente alle grandezze fisiche che stanno alla base della visione dei colori; questa esigenza è necessaria in molteplici attività umane, come ad esempio la produzione di contenuti grafici ed editoriali o l'edilizia.
Alla base della rappresentazione dei colori vi sono quindi i metodi di codifica che associano ad ogni colore un codice arbitrario oppure un codice calcolato.
Un esempio di metodo di codifica arbitrario sono le sigle che i produttori di vernici appongono sopra le confezioni di prodotto, la tavola di associazione è quindi il catalogo del produttore dove ad ogni campione di colore è associata una sigla che rappresenta il suo codice univoco; un altro esempio noto di questo metodo di codifica è la scala Pantone.
Un metodo di codifica calcolato invece, si basa sulla definizione delle grandezze fisiche concorrenti a realizzare il colore (come l'intensità di un fascio di luce o la densità di un inchiostro) e sulle formule matematiche con cui ottenere da queste un codice numerico univoco; in matematica si può rappresentare un fenomeno che dipenda da più grandezze con un grafico a più dimensioni, tale rappresentazione si definisce spazio dei colori; esiste però il problema che i dispositivi di visualizzazione dei colori abbiano anomalie strumentali per cui una stessa codifica calcolata sia resa in modi diversi da due dispositivi che pure si basano sugli stessi meccanismi.